# Liviu Alexandru Mera
Liviu Alexandru Mera (n. 2 septembrie 1936, Ceaușu de Câmpie, jud. Mureș - d. 21 aprilie 2011, Vaslui) a fost un profesor de matematică la Liceul Teoretic „Mihail Kogălniceanu” din Vaslui, președinte al echipei de fotbal „Viitorul” Vaslui și deputat de Vaslui în Parlamentul României în legislaturile 1996-2000 și 2000-2004 din partea Partidului Democrat.
Personalitate marcantă a orașului și județului Vaslui, profesorul Mera L. Alexandru s-a născut într-o numeroasă familie din Ardeal, tatăl său fiind preot greco-catolic. În 1940, din cauza cedării Ardealului de Nord, la vârsta de 4 ani se refugiază împreună cu familia pe teritoriul rămas sub guvernare românească. Familia își pierde toată agoniseala, fiind nevoită să trăiască într-o sărăcie cruntă. Urmează școala generală într-o localitate aflată la 7 km de casă, naveta pe jos fiind obligatorie zilnic. În timpul liceului, din cauza prigoanei comuniste, toți membrii majori ai familiei sunt arestați, judecați și aruncați în pușcării unde ispășesc ani grei de temniță.
Profitând de vârsta încă fragedă și de o conjunctură favorabilă, Mera L. Alexandru reușește să fugă în Moldova și ajunge la Iași. Aici, pentru a-și termina termina liceul, lucrează în timpul liber hamal în Gara Iași. Se înscrie la Facultatea de Matematică-Fizică din cadrul Universității ieșene și în paralel (tot pentru a se întreține) joacă fotbal la Constructorul Iași. La absolvirea facultății primește repartiție la școala din comuna Erbiceni, raionul Iași. Se transferă la proaspătul înființat liceu din orașul Negrești, raionul Iași, unde va preda matematică ani buni și va înființa prima echipă de fotbal din oraș.
Părăsește în 1968 liceul din Negrești, fiind numit Inspector școlar pe resurse umane al noului județ Vaslui. După câțiva ani în care s-a ocupat de organizarea învățământului vasluian, revine la prima iubire matematica și devine titular al catedrei din cadrul liceului Mihail Kogălniceanu din Vaslui. Catedra pe care nu o va mai părăsi până în 1996. Activitatea sa, de excepțional profesor, coincide cu perioada de aur a liceului, în care LMK-ul ajunge unul dintre liceele cele mai bune din Moldova. Este recompensat cu titlul de Profesor Evidențiat de către Ministerul Învățământului, fiindu-i astfel recunoscută înalta valoare și calitate profesională. Datorită activității și dedicației sale, zeci de generații reușesc să-și continuie studiile la diferite facultăți, croindu-și un drum în viață.
În paralel cu activitatea de profesor, pune bazele și conduce o lungă perioadă de timp, clubul de fotbal Viitorul Vaslui. Din funcția de președinte al acestui club, reușește să obțină rezultate notabile pentru fotbalul vasluian în acele timpuri. Prof. Mera L. Alexandru este cel care l-a descoperit și adus la Vaslui pe fostul jucător și apoi mare arbitru internațional Adrian Porumboiu, cei doi având o relație specială de prietenie până în ultimele clipe de viață ale profesorului și mentorului marelui om de afaceri. De asemenea regizorul Corneliu Porumboiu a fost elev al prof. Mera L. Alexandru în perioada liceului.
În 1990 este ales de colectivul profesoral director al LMK, funcție pe care o va îndeplini, în paralel cu cea de profesor, până în 1996. Prof. Mera L. Alexandru nu a fost niciodată membru al P.C.R. chiar dacă presiunile de a se înscrie au fost foarte mari și continui. În memoria suferințelor prin care a trecut el și familia sa, la fiecare solicitare răspundea ironic: „Nu sunt încă pregătit pentru o asemenea onoare.”